# فهرست قنات‌های شهرستان اراک
جدول زیر بر اساس آمار وزارت جهاد کشاورزیتهیه شده‌است. فهرست زیر قنات‌های شهرستان اراک در استان مرکزی را نشان می‌دهد.
| نام قنات           | موقعیت                       | نزدیک‌ترین روستا          | طول قنات (متر) | تعداد میله چاه | عمق مادر چاه | دبی (لیتر بر ثانیه) | سطح زیر کشت (هکتار) |
| ------------------ | ---------------------------- | ------------------------ | -------------- | -------------- | ------------ | ------------------- | ------------------- |
| آب ده              | بخش مرکزی شهرستان اراک       | نمک کوه                  | ۰              | ۸۰             | ۰            | ۸۰                  | ۰                   |
| آب سرد             | بخشی نامعلوم در شهرستان اراک | کوت‌آباد                  | ۰              | ۱۰             | ۰            | ۰٫۵                 | ۵                   |
| آب شور             | بخش مرکزی شهرستان اراک       | داودآباد                 | ۰              | ۸۰             | ۰            | ۰                   | ۱۳۰                 |
| آب شیرین           | بخش مرکزی شهرستان اراک       | داودآباد                 | ۰              | ۸۰             | ۰            | ۰                   | ۱۰۰                 |
| آب نو              | بخش مرکزی شهرستان اراک       | نمک کوه                  | ۰              | ۵۰             | ۰            | ۱۰                  | ۰                   |
| آب پایین           | بخشی نامعلوم در شهرستان اراک | کمراب                    | ۰              | ۲۰             | ۰            | ۱۰                  | ۱۰                  |
| آب گند             | بخشی نامعلوم در شهرستان اراک | سیجان                    | ۰              | ۴۰             | ۰            | ۶                   | ۵                   |
| ابخوران            | بخش ساروق شهرستان اراک       | جیریا                    | ۰              | ۳۰             | ۰            | ۱۰                  | ۴۰                  |
| ابده               | بخشی نامعلوم در شهرستان اراک | وفس                      | ۰              | ۱۵             | ۰            | ۷٫۵                 | ۵۰                  |
| ابراهیم‌آباد        | بخش مرکزی شهرستان اراک       | ابراهیم‌آباد              | ۰              | ۴۰۰            | ۰            | ۲۰                  | ۱۰۰                 |
| ابراهیم‌آباد        | بخش مرکزی شهرستان اراک       | ابراهیم‌آباد              | ۰              | ۶۰             | ۰            | ۰                   | ۵۰                  |
| ابرنگ              | بخشی نامعلوم در شهرستان اراک | وفس                      | ۰              | ۶              | ۰            | ۱۰                  | ۴۰                  |
| احمدکهریزی         | بخش مرکزی شهرستان اراک       | ساقی                     | ۰              | ۲۰             | ۰            | ۵                   | ۵                   |
| ارجناوند           | بخشی نامعلوم در شهرستان اراک | ارجناوند بخش شرائ        | ۰              | ۳۳             | ۰            | ۲                   | ۵                   |
| ارم بافی           | بخشی نامعلوم در شهرستان اراک | استهری                   | ۰              | ۳              | ۰            | ۰٫۵                 | ۲٫۵                 |
| ازنه دار           | بخشی نامعلوم در شهرستان اراک | استهری                   | ۰              | ۵              | ۰            | ۲                   | ۰                   |
| استاد عابدین       | بخشی نامعلوم در شهرستان اراک | اقداش                    | ۰              | ۶۰             | ۰            | ۴۰                  | ۰                   |
| استخربالا          | بخش مرکزی شهرستان اراک       | رباط جیغه                | ۰              | ۲              | ۰            | ۲۰                  | ۱۵                  |
| استخربید           | بخش مرکزی شهرستان اراک       | شانق                     | ۰              | ۸              | ۰            | ۵                   | ۱۰                  |
| استوه              | بخشی نامعلوم در شهرستان اراک | ساتوه                    | ۰              | ۳۰             | ۰            | ۰                   | ۰                   |
| استوه              | بخش مرکزی شهرستان اراک       | استوه                    | ۰              | ۶۰             | ۰            | ۰                   | ۱۰                  |
| اسدبلاق            | بخش مرکزی شهرستان اراک       | سیرکن                    | ۰              | ۲              | ۰            | ۱۰                  | ۰                   |
| اسفندان            | بخشی نامعلوم در شهرستان اراک | اسفندان بخش قهرکهریز     | ۰              | ۱۴۵            | ۰            | ۱۰۰                 | ۲۰۰                 |
| اسفین              | بخشی نامعلوم در شهرستان اراک | وفس                      | ۰              | ۱۵             | ۰            | ۱۵                  | ۱۲                  |
| اشرف‌آباد           | بخش مرکزی شهرستان اراک       | سوارآباد                 | ۰              | ۴۰             | ۰            | ۲۰                  | ۱۱                  |
| اغاج               | بخش مرکزی شهرستان اراک       | دینه کبود                | ۰              | ۱۸             | ۰            | ۲۰                  | ۲۵۰                 |
| اله داو            | بخشی نامعلوم در شهرستان اراک | اقداش                    | ۰              | ۳۰             | ۰            | ۳۰                  | ۱۶                  |
| امان‌آباد           | بخش مرکزی شهرستان اراک       | امان‌آباد                 | ۰              | ۷۲             | ۰            | ۴۰                  | ۵۰۰                 |
| املو               | بخش ساروق شهرستان اراک       | جیریا                    | ۰              | ۳۵             | ۰            | ۱۰                  | ۰                   |
| امیرآباد           | بخش مرکزی شهرستان اراک       | انجیرک                   | ۰              | ۷۰             | ۰            | ۰                   | ۰                   |
| انار               | بخشی نامعلوم در شهرستان اراک | انار                     | ۰              | ۴۵             | ۰            | ۲۰                  | ۲۰                  |
| اهو                | بخش مرکزی شهرستان اراک       | مهرآباد                  | ۰              | ۱۵             | ۰            | ۰٫۵                 | ۱۰                  |
| اهو                | بخشی نامعلوم در شهرستان اراک | سوزان                    | ۰              | ۵۰             | ۰            | ۵                   | ۰                   |
| اولرس بالا         | بخش مرکزی شهرستان اراک       | چشمه خوازن               | ۰              | ۱۰             | ۰            | ۲۰                  | ۲۰                  |
| اکبرآباد           | بخشی نامعلوم در شهرستان اراک | اقداش                    | ۰              | ۱۵             | ۰            | ۲۰                  | ۵                   |
| باباقلی            | بخشی نامعلوم در شهرستان اراک | کوشه علیا                | ۰              | ۳۰             | ۰            | ۲۰                  | ۱۰                  |
| باغات بالا         | بخش مرکزی شهرستان اراک       | کله نمک کوه              | ۰              | ۱۰۰            | ۰            | ۲۰                  | ۳۰                  |
| بتن                | بخشی نامعلوم در شهرستان اراک | یاسبلاغ                  | ۰              | ۱۵             | ۰            | ۰٫۵                 | ۲                   |
| بزرگ               | بخش ساروق شهرستان اراک       | ساروق                    | ۰              | ۴۰             | ۰            | ۲۰                  | ۰                   |
| بزرگ گوار          | بخش مرکزی شهرستان اراک       | گوار                     | ۰              | ۱۳۰            | ۰            | ۱۲۰                 | ۲۰۰                 |
| بلاغ رضا           | بخشی نامعلوم در شهرستان اراک | بلاغ رضا                 | ۰              | ۵              | ۰            | ۲٫۵                 | ۲۸                  |
| بلندان             | بخش معصومیه شهرستان اراک     | شهرجرد                   | ۰              | ۸۰             | ۰            | ۰                   | ۰                   |
| بن کهریز           | بخش مرکزی شهرستان اراک       | قاسم‌آباد                 | ۰              | ۳۳             | ۰            | ۵۰                  | ۴۰                  |
| بندر               | بخش مرکزی شهرستان اراک       | ورمن                     | ۰              | ۱۰             | ۰            | ۱٫۲۵                | ۰                   |
| بیدک               | بخش مرکزی شهرستان اراک       | مهرآباد                  | ۰              | ۱۰             | ۰            | ۱                   | ۳                   |
| بیرونی             | بخش مرکزی شهرستان اراک       | جمال‌آباد                 | ۰              | ۳              | ۰            | ۰                   | ۰                   |
| تپه زمرده          | بخش معصومیه شهرستان اراک     | حسین‌آباد                 | ۰              | ۳۰             | ۰            | ۰                   | ۳۰                  |
| تکه                | بخش مرکزی شهرستان اراک       | دینه کبود                | ۰              | ۱۰             | ۰            | ۳۰                  | ۲۵                  |
| تکین‌آباد           | بخش مرکزی شهرستان اراک       | تکین‌آباد                 | ۰              | ۷۵             | ۰            | ۴۰                  | ۲۳                  |
| تکیه               | بخشی نامعلوم در شهرستان اراک | تکیه                     | ۰              | ۸              | ۰            | ۲٫۵                 | ۵                   |
| جاروب برخ          | بخش مرکزی شهرستان اراک       | قزلیجه                   | ۰              | ۱۸             | ۰            | ۱                   | ۰                   |
| جاروب سرخ          | بخش مرکزی شهرستان اراک       | قزلیجه                   | ۰              | ۱۸             | ۰            | ۱                   | ۰                   |
| جوب بالا           | بخش مرکزی شهرستان اراک       | بان                      | ۰              | ۸۵             | ۰            | ۸۰                  | ۴۰۰                 |
| جوب پایین          | بخش مرکزی شهرستان اراک       | بان                      | ۰              | ۶۰             | ۰            | ۱۰۰                 | ۲۰۰                 |
| حاج حسین آقا       | بخش مرکزی شهرستان اراک       | کرهرود                   | ۰              | ۱۱۶            | ۰            | ۲۰۰                 | ۵۰۰                 |
| حاج علی جعفر       | بخشی نامعلوم در شهرستان اراک | گل زرد                   | ۰              | ۴              | ۰            | ۱۰                  | ۲                   |
| حاجی‌آباد           | بخشی نامعلوم در شهرستان اراک | اقداش                    | ۰              | ۵۰             | ۰            | ۴۰                  | ۱۵۰                 |
| حجم‌آباد            | بخش ساروق شهرستان اراک       | حجم‌آباد                  | ۰              | ۷              | ۰            | ۵                   | ۰                   |
| حسن‌آباد            | بخشی نامعلوم در شهرستان اراک | کمیجان                   | ۰              | ۸۵             | ۰            | ۱۸                  | ۱۰                  |
| حسن‌آباد            | بخشی نامعلوم در شهرستان اراک | اقداش                    | ۰              | ۵۰             | ۰            | ۱۰                  | ۰                   |
| حسین‌آباد           | بخش معصومیه شهرستان اراک     | حسین‌آباد                 | ۰              | ۳۰             | ۰            | ۰                   | ۳                   |
| حسین‌آباد           | بخشی نامعلوم در شهرستان اراک | حسین‌آباد موقوفه          | ۰              | ۱۵۰            | ۰            | ۳۰                  | ۲۰                  |
| حسین‌آباد           | بخش مرکزی شهرستان اراک       | کمال‌آباد                 | ۰              | ۷۰             | ۰            | ۱۰                  | ۱۰                  |
| حسین‌آباد           | بخشی نامعلوم در شهرستان اراک | اقداش                    | ۰              | ۳۵             | ۰            | ۴۰                  | ۰                   |
| حسین‌آباد           | بخش مرکزی شهرستان اراک       | چشمه خوازن               | ۰              | ۱۱             | ۰            | ۷۰                  | ۳۴٫۵                |
| حسین‌آباد           | بخش مرکزی شهرستان اراک       | حسین‌آباد                 | ۰              | ۱۵۰            | ۰            | ۰                   | ۲۰                  |
| حسین‌آباد           | بخش مرکزی شهرستان اراک       | گوار                     | ۰              | ۴۰             | ۰            | ۰                   | ۱۰                  |
| حسین‌آباد           | بخش مرکزی شهرستان اراک       | داودآباد                 | ۰              | ۶۰             | ۰            | ۰                   | ۴۰                  |
| حسین‌آباد قدیم      | بخش معصومیه شهرستان اراک     | حسین‌آباد                 | ۰              | ۲۰             | ۰            | ۲                   | ۸                   |
| حوزرن              | بخش مرکزی شهرستان اراک       | ابراهیم‌آباد              | ۰              | ۴۰             | ۰            | ۲۰                  | ۶۴                  |
| حوض بلاخ           | بخش مرکزی شهرستان اراک       | دینه کبود                | ۰              | ۴              | ۰            | ۲۰                  | ۵۰                  |
| حولانه             | بخش مرکزی شهرستان اراک       | هزاره                    | ۰              | ۳              | ۰            | ۸                   | ۰                   |
| حیدرآباد           | بخش مرکزی شهرستان اراک       | مزرعه حیدرآباد           | ۰              | ۶۰             | ۰            | ۰                   | ۱۲۰                 |
| خالی               | بخشی نامعلوم در شهرستان اراک | سیجان                    | ۰              | ۱۰۰            | ۰            | ۱                   | ۱۵                  |
| خان بابا خان       | بخش مرکزی شهرستان اراک       | ضامنجان                  | ۰              | ۱۵۰            | ۰            | ۱۰۰                 | ۰                   |
| خانقاه علیا و سفلی | بخشی نامعلوم در شهرستان اراک | خانقاه علیا              | ۰              | ۷۰             | ۰            | ۸۰                  | ۹۰                  |
| خانی               | بخشی نامعلوم در شهرستان اراک | چهرقان                   | ۰              | ۳              | ۰            | ۱٫۵                 | ۳                   |
| خرزنه              | بخشی نامعلوم در شهرستان اراک | ادشته                    | ۰              | ۳۹             | ۰            | ۱۲                  | ۰                   |
| خرقچاهی            | بخش مرکزی شهرستان اراک       | ساکی علیا                | ۰              | ۲۵             | ۰            | ۰                   | ۰                   |
| خرم‌آباد            | بخش ساروق شهرستان اراک       | فارسیجان                 | ۰              | ۱۶             | ۰            | ۱۰                  | ۰                   |
| خسروس              | بخشی نامعلوم در شهرستان اراک | چهرقان                   | ۰              | ۱۵۰            | ۰            | ۶                   | ۱۰                  |
| خسروپیک            | بخشی نامعلوم در شهرستان اراک | خسروپیک                  | ۰              | ۴۰             | ۰            | ۶                   | ۱۵۰                 |
| خشدون              | بخش مرکزی شهرستان اراک       | خشدون                    | ۰              | ۱۰۰            | ۰            | ۰                   | ۵۰                  |
| خطیر               | بخش مرکزی شهرستان اراک       | کرهرود                   | ۰              | ۱۰۰            | ۰            | ۱۰                  | ۷۰                  |
| خلیل‌آباد           | بخش مرکزی شهرستان اراک       | ابراهیم‌آباد              | ۰              | ۱۳۳            | ۰            | ۵                   | ۱۰                  |
| خمارباغی           | بخشی نامعلوم در شهرستان اراک | خمارباغی در بخش قهرکهریز | ۰              | ۱۰۰            | ۰            | ۲                   | ۵                   |
| خندق               | بخش مرکزی شهرستان اراک       | عقیل‌آباد                 | ۰              | ۵۰             | ۰            | ۶۰                  | ۳۵                  |
| خیرالنساء          | بخش ساروق شهرستان اراک       | گرکان سفلی و علیا        | ۰              | ۳۰             | ۰            | ۱۵                  | ۲۰                  |
| دارستان            | بخش مرکزی شهرستان اراک       | داودآباد                 | ۰              | ۶              | ۰            | ۳۰                  | ۵۰                  |
| درقلعه             | بخش مرکزی شهرستان اراک       | رباط جیغه                | ۰              | ۳              | ۰            | ۱۰                  | ۲۰                  |
| دره دزوان          | بخش مرکزی شهرستان اراک       | حسین‌آباد                 | ۰              | ۸              | ۰            | ۴۰                  | ۸                   |
| دره دل             | بخشی نامعلوم در شهرستان اراک | ارشته                    | ۰              | ۷              | ۰            | ۰                   | ۰                   |
| دره سوخته          | بخش مرکزی شهرستان اراک       | سیرکن                    | ۰              | ۵              | ۰            | ۱۰                  | ۵                   |
| ده                 | بخشی نامعلوم در شهرستان اراک | کمراب                    | ۰              | ۲۰             | ۰            | ۱۰                  | ۵                   |
| ده                 | بخشی نامعلوم در شهرستان اراک | شهردشت                   | ۰              | ۲۰             | ۰            | ۰                   | ۱۰                  |
| دوبرادران          | بخش مرکزی شهرستان اراک       | داودآباد                 | ۰              | ۶۰             | ۰            | ۰                   | ۰                   |
| دگرمانک            | بخشی نامعلوم در شهرستان اراک | اسفندان                  | ۰              | ۱۰۰            | ۰            | ۶۰                  | ۵۰                  |
| دیزآباد            | بخش مرکزی شهرستان اراک       | گلشن‌آباد                 | ۰              | ۴۰             | ۰            | ۱۰                  | ۰                   |
| رشیدآباد           | بخش ساروق شهرستان اراک       | فارسیجان                 | ۰              | ۷۰             | ۰            | ۹                   | ۹۰                  |
| زرین کمر           | بخش مرکزی شهرستان اراک       | عقیل‌آباد                 | ۰              | ۵۰             | ۰            | ۸۰                  | ۸۰                  |
| زرینه              | بخش مرکزی شهرستان اراک       | مزرعه زرینه              | ۰              | ۶۰             | ۰            | ۰                   | ۰                   |
| زلیله              | بخش مرکزی شهرستان اراک       | کودرز                    | ۰              | ۱۲             | ۰            | ۶۰                  | ۱۰                  |
| زهیرآباد           | بخشی نامعلوم در شهرستان اراک | فتح‌آباد                  | ۰              | ۲۶             | ۰            | ۴۵                  | ۱۰۰                 |
| زوراورند           | بخش مرکزی شهرستان اراک       | زوراورند                 | ۰              | ۵۰             | ۰            | ۴۰                  | ۸۰                  |
| زکون کهریز         | بخشی نامعلوم در شهرستان اراک | گلزرد                    | ۰              | ۸              | ۰            | ۲                   | ۰                   |
| زیدآباد            | بخشی نامعلوم در شهرستان اراک | فریس‌آباد                 | ۰              | ۵۰             | ۰            | ۲                   | ۱۵                  |
| زیدران در          | بخش مرکزی شهرستان اراک       | سوارآباد                 | ۰              | ۲۵             | ۰            | ۳۰                  | ۲۰                  |
| ساری محمد          | بخشی نامعلوم در شهرستان اراک | ساری محمد                | ۰              | ۲۵             | ۰            | ۰                   | ۰                   |
| سداب بالائی        | بخشی نامعلوم در شهرستان اراک | شهردشت                   | ۰              | ۳۵             | ۰            | ۳                   | ۰                   |
| سرئیزیج            | بخشی نامعلوم در شهرستان اراک | سیجان                    | ۰              | ۱۵۰            | ۰            | ۱٫۵                 | ۱۰                  |
| سرحوض              | بخشی نامعلوم در شهرستان اراک | وفس                      | ۰              | ۱۲             | ۰            | ۷٫۵                 | ۰                   |
| سردرآباد           | بخشی نامعلوم در شهرستان اراک | سردرآباد                 | ۰              | ۶۴             | ۰            | ۵                   | ۰                   |
| سردران             | بخشی نامعلوم در شهرستان اراک | ارشته                    | ۰              | ۶              | ۰            | ۱۰                  | ۰                   |
| سعودیه             | بخش ساروق شهرستان اراک       | سهل‌آباد                  | ۰              | ۱۰۰            | ۰            | ۲۰                  | ۰                   |
| سعیدآباد           | بخش مرکزی شهرستان اراک       | داودآباد                 | ۰              | ۶۰             | ۰            | ۰                   | ۴۰                  |
| سفلی               | بخشی نامعلوم در شهرستان اراک | چلبی                     | ۰              | ۸۰             | ۰            | ۷٫۵                 | ۸۰                  |
| سفلی نو            | بخش ساروق شهرستان اراک       | فارسیجان                 | ۰              | ۱۰             | ۰            | ۵                   | ۰                   |
| سنجلیه             | بخشی نامعلوم در شهرستان اراک | کوشه علیا                | ۰              | ۲۰             | ۰            | ۳۰                  | ۵۰                  |
| سوزان              | بخشی نامعلوم در شهرستان اراک | ورمن                     | ۰              | ۴              | ۰            | ۲۵                  | ۵۰                  |
| سوزان              | بخشی نامعلوم در شهرستان اراک | سوزان                    | ۰              | ۷۰             | ۰            | ۴۰                  | ۳۰                  |
| سول دره            | بخشی نامعلوم در شهرستان اراک | امره                     | ۰              | ۵              | ۰            | ۰٫۷۵                | ۲                   |
| سچاهک              | بخش ساروق شهرستان اراک       | ساروق                    | ۰              | ۰              | ۰            | ۰                   | ۰                   |
| سیاه کمر           | بخشی نامعلوم در شهرستان اراک | اقداش                    | ۰              | ۵۰             | ۰            | ۴۰                  | ۶۰                  |
| سیب کبیر           | بخشی نامعلوم در شهرستان اراک | ورمن                     | ۰              | ۱۸             | ۰            | ۰                   | ۰                   |
| سیدآباد            | بخشی نامعلوم در شهرستان اراک | فریس‌آباد                 | ۰              | ۳۰             | ۰            | ۱                   | ۱۰                  |
| سیون خشکه          | بخشی نامعلوم در شهرستان اراک | ثمردشت                   | ۰              | ۰              | ۰            | ۱۰                  | ۰                   |
| شاه قلعه           | بخشی نامعلوم در شهرستان اراک | شاه قلعه                 | ۰              | ۵۰             | ۰            | ۰                   | ۰                   |
| شاه پسند           | بخش ساروق شهرستان اراک       | گرکان سفلی و علیا        | ۰              | ۱۷۰            | ۰            | ۳                   | ۳۰                  |
| شبیخون             | بخش معصومیه شهرستان اراک     | حسین‌آباد                 | ۰              | ۳۰             | ۰            | ۲۰                  | ۱۰                  |
| شریف‌آباد           | بخش ساروق شهرستان اراک       | جیریا                    | ۰              | ۴۰             | ۰            | ۱۰                  | ۰                   |
| شمس‌آباد            | بخش مرکزی شهرستان اراک       | شمس‌آباد                  | ۰              | ۷۰             | ۰            | ۰                   | ۵۰                  |
| شمس‌آباد            | بخش مرکزی شهرستان اراک       | شمس‌آباد                  | ۰              | ۱۵             | ۰            | ۴                   | ۳۰                  |
| شنیک مزار          | بخش مرکزی شهرستان اراک       | قزلیجه                   | ۰              | ۱۰             | ۰            | ۴                   | ۰                   |
| شهرجرد             | بخش معصومیه شهرستان اراک     | شهرجرد                   | ۰              | ۵۰۰            | ۰            | ۰                   | ۲۰۰                 |
| شهیدقشلاق          | بخشی نامعلوم در شهرستان اراک | شهیدقشلاق                | ۰              | ۳              | ۰            | ۰                   | ۰                   |
| شیروان             | بخش مرکزی شهرستان اراک       | خیرآباد                  | ۰              | ۷۰             | ۰            | ۱۰۰                 | ۲۵۰                 |
| طاهری              | بخش ساروق شهرستان اراک       | گرکان سفلی و علیا        | ۰              | ۲۰۰            | ۰            | ۲                   | ۱۰                  |
| عاشورآباد          | بخش مرکزی شهرستان اراک       | طرلان                    | ۰              | ۵۰             | ۰            | ۵                   | ۲۰                  |
| عباس میرزا         | بخشی نامعلوم در شهرستان اراک | الودر                    | ۰              | ۱۴             | ۰            | ۵                   | ۰                   |
| عباس‌آباد           | بخش مرکزی شهرستان اراک       | عباس‌آباد                 | ۰              | ۱۰۰            | ۰            | ۰                   | ۴۰                  |
| عباس‌آباد           | بخش مرکزی شهرستان اراک       | انجیرک                   | ۰              | ۴۵             | ۰            | ۳۰                  | ۱۲۰                 |
| عبدالمحمد          | بخش ساروق شهرستان اراک       | قلعه ارجناوند            | ۰              | ۱۰             | ۰            | ۳                   | ۰                   |
| عشق‌آباد            | بخش مرکزی شهرستان اراک       | دینه کبود                | ۰              | ۷۰             | ۰            | ۲۰                  | ۴۰                  |
| عقیل‌آباد           | بخش مرکزی شهرستان اراک       | عقیل‌آباد                 | ۰              | ۴۵             | ۰            | ۱۲۰                 | ۱۳۰                 |
| علیا               | بخشی نامعلوم در شهرستان اراک | چلبی                     | ۰              | ۱۰             | ۰            | ۱۲٫۵                | ۱۰۰                 |
| علیا               | بخش مرکزی شهرستان اراک       | ضامنجان                  | ۰              | ۱۲۰            | ۰            | ۱۰۰                 | ۲۰۰                 |
| علیا               | بخش مرکزی شهرستان اراک       | علیا                     | ۰              | ۶۰             | ۰            | ۰                   | ۳۰                  |
| علیا               | بخش ساروق شهرستان اراک       | فارسیجان                 | ۰              | ۵۰             | ۰            | ۱۰                  | ۳۵۰                 |
| علی‌آباد            | بخش مرکزی شهرستان اراک       | جمانکه                   | ۰              | ۱۶             | ۰            | ۵                   | ۵                   |
| علی‌آباد            | بخش مرکزی شهرستان اراک       | حسن‌آباد                  | ۰              | ۱۸             | ۰            | ۴۰                  | ۰                   |
| علی‌آباد            | بخش مرکزی شهرستان اراک       | شهسواران                 | ۰              | ۲۲             | ۰            | ۲۰                  | ۱۰                  |
| عمواباد            | بخش مرکزی شهرستان اراک       | عمواباد                  | ۰              | ۲۰۰            | ۰            | ۶۰                  | ۲۰۰                 |
| غناورد             | بخشی نامعلوم در شهرستان اراک | چهرقان                   | ۰              | ۰              | ۰            | ۳٫۵                 | ۵                   |
| فاطربران           | بخشی نامعلوم در شهرستان اراک | کلوان                    | ۰              | ۶۰             | ۰            | ۵                   | ۳۰                  |
| فتح‌آباد            | بخشی نامعلوم در شهرستان اراک | فتح‌آباد                  | ۰              | ۹۰             | ۰            | ۶۰                  | ۱۲۰                 |
| فرح‌آباد            | بخش مرکزی شهرستان اراک       | عباس‌آباد                 | ۰              | ۱۲۰            | ۰            | ۰                   | ۵۰                  |
| فرح‌آباد            | بخش مرکزی شهرستان اراک       | ده نمک                   | ۰              | ۱۰۰            | ۰            | ۰                   | ۳۰                  |
| فریس‌آباد           | بخشی نامعلوم در شهرستان اراک | فریس‌آباد                 | ۰              | ۱۰۰            | ۰            | ۲                   | ۲۰                  |
| فضل‌آباد            | بخشی نامعلوم در شهرستان اراک | فضل‌آباد                  | ۰              | ۹۶             | ۰            | ۱۰۰                 | ۱۰۰                 |
| فهریز              | بخش مرکزی شهرستان اراک       | سنجان                    | ۰              | ۷۱             | ۰            | ۲۵۰                 | ۷۰۰                 |
| فیض دره            | بخشی نامعلوم در شهرستان اراک | قره گل                   | ۰              | ۷              | ۰            | ۰٫۵                 | ۲                   |
| قاره دوش           | بخش ساروق شهرستان اراک       | قلعه ارجناوند            | ۰              | ۱۰             | ۰            | ۳                   | ۰                   |
| قاسم‌آباد           | بخش ساروق شهرستان اراک       | ساروق                    | ۰              | ۴۰             | ۰            | ۰                   | ۰                   |
| قره کهریز          | بخش مرکزی شهرستان اراک       | چشمه پهن                 | ۰              | ۷۵             | ۰            | ۲                   | ۲۰                  |
| قزل                | بخش مرکزی شهرستان اراک       | ضامنجان                  | ۰              | ۱۲۰            | ۰            | ۶۰                  | ۲۰۰                 |
| قزل کهریز          | بخش مرکزی شهرستان اراک       | گوار                     | ۰              | ۴۰             | ۰            | ۶۰                  | ۳۰۰                 |
| قزوه               | بخش مرکزی شهرستان اراک       | جمانکه                   | ۰              | ۱۸             | ۰            | ۵                   | ۴                   |
| قلجه               | بخشی نامعلوم در شهرستان اراک | ارشته                    | ۰              | ۴۵             | ۰            | ۰                   | ۰                   |
| قلعه               | بخش معصومیه شهرستان اراک     | بغدادی                   | ۰              | ۲۰             | ۰            | ۰                   | ۰                   |
| قلی جان            | بخش مرکزی شهرستان اراک       | سیرکن                    | ۰              | ۷              | ۰            | ۱۰                  | ۵                   |
| قنات آغاج          | بخش مرکزی شهرستان اراک       | دینه کبود                | ۰              | ۸۰             | ۰            | ۲۰                  | ۰                   |
| قنات باغ ملک       | بخش مرکزی شهرستان اراک       | طرلان                    | ۰              | ۵              | ۰            | ۴                   | ۱۰                  |
| قنات باغها         | بخشی نامعلوم در شهرستان اراک | گلزرد                    | ۰              | ۱۰             | ۰            | ۳                   | ۰                   |
| قنات باغها         | بخش مرکزی شهرستان اراک       | گلشن‌آباد                 | ۰              | ۲۵             | ۰            | ۳۰                  | ۱۲                  |
| قنات بالا          | بخش ساروق شهرستان اراک       | جیریا                    | ۰              | ۵۰             | ۰            | ۲۰                  | ۱۵۰                 |
| قنات بالا          | بخشی نامعلوم در شهرستان اراک | نوده                     | ۰              | ۱۲۰            | ۰            | ۶۰                  | ۰                   |
| قنات بانه          | بخشی نامعلوم در شهرستان اراک | خارپهلو                  | ۰              | ۴۰             | ۰            | ۰                   | ۰                   |
| قنات جدید          | بخشی نامعلوم در شهرستان اراک | اقداش                    | ۰              | ۴              | ۰            | ۰                   | ۰                   |
| قنات جدید          | بخشی نامعلوم در شهرستان اراک | وفس                      | ۰              | ۱۷             | ۰            | ۷٫۵                 | ۰                   |
| قنات ده            | بخش مرکزی شهرستان اراک       | چشمه پهن                 | ۰              | ۴۰             | ۰            | ۳۰                  | ۳۰                  |
| قنات ده            | بخش مرکزی شهرستان اراک       | قزلیجه                   | ۰              | ۸              | ۰            | ۲٫۵                 | ۳۰                  |
| قنات ده            | بخشی نامعلوم در شهرستان اراک | طرلان                    | ۰              | ۱۲             | ۰            | ۱۰                  | ۱۲                  |
| قنات ده            | بخش مرکزی شهرستان اراک       | طرلان                    | ۰              | ۵۰             | ۰            | ۲۰                  | ۳۵                  |
| قنات ده            | بخش مرکزی شهرستان اراک       | رودباران                 | ۰              | ۲۵             | ۰            | ۲۰                  | ۲۰                  |
| قنات ده            | بخشی نامعلوم در شهرستان اراک | خارپهلو                  | ۰              | ۵۰             | ۰            | ۵                   | ۰                   |
| قنات ده            | بخشی نامعلوم در شهرستان اراک | ارشته                    | ۰              | ۳۵             | ۰            | ۱۴                  | ۶۰                  |
| قنات ده            | بخش مرکزی شهرستان اراک       | کاروانسرا                | ۰              | ۴              | ۰            | ۳۰                  | ۰                   |
| قنات ده            | بخشی نامعلوم در شهرستان اراک | ینگه ملک                 | ۰              | ۵۰             | ۰            | ۸                   | ۱۵                  |
| قنات ده            | بخش مرکزی شهرستان اراک       | مرزیجران                 | ۰              | ۵۰             | ۰            | ۱۵                  | ۰                   |
| قنات ده            | بخش مرکزی شهرستان اراک       | ساق                      | ۰              | ۵۰۰            | ۰            | ۱۰۰                 | ۳۰                  |
| قنات ده            | بخش مرکزی شهرستان اراک       | رباط جیغه                | ۰              | ۰              | ۰            | ۱۵                  | ۲                   |
| قنات ده            | بخش مرکزی شهرستان اراک       | قاسم‌آباد                 | ۰              | ۵۰             | ۰            | ۶۰                  | ۸۰                  |
| قنات ده            | بخش مرکزی شهرستان اراک       | کودرز                    | ۰              | ۱۲             | ۰            | ۱۰۰                 | ۱۰۰                 |
| قنات ده            | بخش مرکزی شهرستان اراک       | حورزن                    | ۰              | ۱۸             | ۰            | ۲۰                  | ۰                   |
| قنات ده            | بخش مرکزی شهرستان اراک       | سوارآباد                 | ۰              | ۶۰             | ۰            | ۳۰                  | ۶۰                  |
| قنات ده            | بخش مرکزی شهرستان اراک       | ساکی سفلی                | ۰              | ۵۰             | ۰            | ۵۰                  | ۱۰۰                 |
| قنات ده            | بخش مرکزی شهرستان اراک       | حسن‌آباد                  | ۰              | ۱۵             | ۰            | ۰                   | ۰                   |
| قنات ده            | بخش مرکزی شهرستان اراک       | جمانکه                   | ۰              | ۲۵             | ۰            | ۰                   | ۰                   |
| قنات ده            | بخش مرکزی شهرستان اراک       | خرم‌آباد                  | ۰              | ۳۶             | ۰            | ۱۰                  | ۰                   |
| قنات ده            | بخش مرکزی شهرستان اراک       | زالو                     | ۰              | ۱۰             | ۰            | ۲۰                  | ۰                   |
| قنات ده            | بخشی نامعلوم در شهرستان اراک | گلزرد                    | ۰              | ۳۰             | ۰            | ۰٫۵                 | ۲۰                  |
| قنات ده بالا       | بخش مرکزی شهرستان اراک       | دینه کبود                | ۰              | ۱۸             | ۰            | ۰                   | ۱۵                  |
| قنات ساقی          | بخش مرکزی شهرستان اراک       | ساقی                     | ۰              | ۲۰             | ۰            | ۰                   | ۱۸                  |
| قنات طوراکبر       | بخشی نامعلوم در شهرستان اراک | قلعه طوراکبر             | ۰              | ۷۰             | ۰            | ۳۰                  | ۲۵                  |
| قنات علی‌آباد       | بخشی نامعلوم در شهرستان اراک | علی آب                   | ۰              | ۱۱۰            | ۰            | ۶۰                  | ۱۵                  |
| قنات عیاس‌آباد      | بخشی نامعلوم در شهرستان اراک | عباس‌آباد                 | ۰              | ۵۰             | ۰            | ۴۰                  | ۷۰                  |
| قنات مدرسه         | بخش ساروق شهرستان اراک       | جیریا                    | ۰              | ۴۰             | ۰            | ۱۵                  | ۲۰                  |
| قنات پایین         | بخش مرکزی شهرستان اراک       | ساکی علیا                | ۰              | ۲۰             | ۰            | ۴۰                  | ۴۰                  |
| قنات کوچک          | بخشی نامعلوم در شهرستان اراک | اقداش                    | ۰              | ۰              | ۰            | ۳۰                  | ۰                   |
| قنات کوچک          | بخش معصومیه شهرستان اراک     | حسین‌آباد                 | ۰              | ۵۰             | ۰            | ۳۰                  | ۱۵۰                 |
| قهیه               | بخش ساروق شهرستان اراک       | قهیه                     | ۰              | ۶              | ۰            | ۱                   | ۰                   |
| لشکنج              | بخش مرکزی شهرستان اراک       | سنجان                    | ۰              | ۷۵             | ۰            | ۴۰                  | ۷۰                  |
| لهریز              | بخش مرکزی شهرستان اراک       | شاتق                     | ۰              | ۱۴             | ۰            | ۲۰                  | ۲۶                  |
| مجیدآباد           | بخشی نامعلوم در شهرستان اراک | مجیدآباد                 | ۰              | ۳۵             | ۰            | ۰                   | ۰                   |
| محمدآباد           | بخش ساروق شهرستان اراک       | ساروق                    | ۰              | ۴۰             | ۰            | ۱۰                  | ۲                   |
| محمودآباد          | بخش مرکزی شهرستان اراک       | محمودآباد                | ۰              | ۶۰             | ۰            | ۰                   | ۳۰                  |
| محمودآباد          | بخشی نامعلوم در شهرستان اراک | ورمن                     | ۰              | ۳۶             | ۰            | ۱۴                  | ۰                   |
| مخلص‌آباد           | بخش مرکزی شهرستان اراک       | ضامنجان                  | ۰              | ۱۰۰            | ۰            | ۱۲۰                 | ۲۵۰                 |
| مرزآباد            | بخش مرکزی شهرستان اراک       | انجدان                   | ۰              | ۳۰             | ۰            | ۰٫۷۵                | ۶                   |
| مرغدار             | بخشی نامعلوم در شهرستان اراک | گلزرد                    | ۰              | ۱              | ۰            | ۵                   | ۳                   |
| مرغه زار           | بخشی نامعلوم در شهرستان اراک | استهری                   | ۰              | ۶              | ۰            | ۱                   | ۰                   |
| مره                | بخش مرکزی شهرستان اراک       | داودآباد                 | ۰              | ۶۰             | ۰            | ۰                   | ۴                   |
| مزرعه امامزاده     | بخش مرکزی شهرستان اراک       | سوارآباد                 | ۰              | ۲۵             | ۰            | ۳۰                  | ۶۰                  |
| مظفرآباد           | بخش مرکزی شهرستان اراک       | خشدون                    | ۰              | ۱۰۰            | ۰            | ۰                   | ۲۷                  |
| ملک ده             | بخش مرکزی شهرستان اراک       | دینه کبود                | ۰              | ۷۰             | ۰            | ۱۰                  | ۴۰                  |
| ملک میرزا          | بخشی نامعلوم در شهرستان اراک | ارشته                    | ۰              | ۱۶             | ۰            | ۲۰                  | ۰                   |
| ممیرآباد           | بخش مرکزی شهرستان اراک       | ممیرآباد                 | ۰              | ۴۰             | ۰            | ۰                   | ۸۰                  |
| مودر               | بخش مرکزی شهرستان اراک       | سوارآباد                 | ۰              | ۳۰             | ۰            | ۱۰                  | ۵                   |
| میرآباد            | بخش ساروق شهرستان اراک       | ساروق                    | ۰              | ۷۰             | ۰            | ۴۰                  | ۰                   |
| میره               | بخش مرکزی شهرستان اراک       | میره                     | ۰              | ۵۰             | ۰            | ۰                   | ۰                   |
| مینویه             | بخش ساروق شهرستان اراک       | فارسیجان                 | ۰              | ۵۰             | ۰            | ۰                   | ۰                   |
| نجم‌آباد            | بخش مرکزی شهرستان اراک       | داودآباد                 | ۰              | ۴۰             | ۰            | ۰                   | ۳۰                  |
| نظری               | بخشی نامعلوم در شهرستان اراک | ولیدآباد                 | ۰              | ۵۰             | ۰            | ۲                   | ۲۰                  |
| نواب               | بخشی نامعلوم در شهرستان اراک | چهرقان                   | ۰              | ۴۰             | ۰            | ۸                   | ۱۰                  |
| نوده               | بخش مرکزی شهرستان اراک       | کله نمک کور              | ۰              | ۸۰             | ۰            | ۲۰                  | ۲٫۵                 |
| همستان             | بخش مرکزی شهرستان اراک       | همستان                   | ۰              | ۴۰             | ۰            | ۷۰                  | ۲۰                  |
| هموار              | بخش مرکزی شهرستان اراک       | امان‌آباد                 | ۰              | ۷۰             | ۰            | ۲۰                  | ۰                   |
| واضوان             | بخشی نامعلوم در شهرستان اراک | امره                     | ۰              | ۳۰             | ۰            | ۶                   | ۳                   |
| وزنه               | بخش مرکزی شهرستان اراک       | ورمن                     | ۰              | ۲۰             | ۰            | ۱٫۲۵                | ۰                   |
| وسی‌آباد            | بخش مرکزی شهرستان اراک       | داودآباد                 | ۰              | ۶۰             | ۰            | ۰                   | ۵۰                  |
| ولاجرد             | بخشی نامعلوم در شهرستان اراک | ولاجرد                   | ۰              | ۷              | ۰            | ۴                   | ۵                   |
| ون                 | بخشی نامعلوم در شهرستان اراک | امره                     | ۰              | ۴              | ۰            | ۱                   | ۱۰                  |
| ویج                | بخشی نامعلوم در شهرستان اراک | امره                     | ۰              | ۴              | ۰            | ۱٫۵                 | ۵                   |
| وین                | بخشی نامعلوم در شهرستان اراک | الودر                    | ۰              | ۴              | ۰            | ۱۰                  | ۲۰                  |
| پراسماعیل          | بخشی نامعلوم در شهرستان اراک | گلزرد                    | ۰              | ۳              | ۰            | ۳                   | ۱                   |
| پیراسته            | بخش مرکزی شهرستان اراک       | سنجان                    | ۰              | ۶۰             | ۰            | ۳۰۰                 | ۲۲۰                 |
| پیله فارسیجان      | بخش ساروق شهرستان اراک       | فارسیجان                 | ۰              | ۴۰             | ۰            | ۶                   | ۷۰                  |
| چابار              | بخشی نامعلوم در شهرستان اراک | چابار                    | ۰              | ۲۰             | ۰            | ۲٫۵                 | ۱۵                  |
| چال کهریز          | بخش مرکزی شهرستان اراک       | گوار                     | ۰              | ۳۵             | ۰            | ۶۰                  | ۰                   |
| چرقان              | بخش مرکزی شهرستان اراک       | کوهرود                   | ۰              | ۷۵             | ۰            | ۱۰۰                 | ۵۰۰                 |
| چشمه               | بخش مرکزی شهرستان اراک       | چشمه خوازن               | ۰              | ۶              | ۰            | ۲۰                  | ۲۱٫۵                |
| چشمه برد           | بخشی نامعلوم در شهرستان اراک | الودر                    | ۰              | ۱۲             | ۰            | ۱۰                  | ۰                   |
| چشمه تک تکه        | بخشی نامعلوم در شهرستان اراک | گلزرد                    | ۰              | ۴              | ۰            | ۳                   | ۲                   |
| چشمه پهن           | بخش ساروق شهرستان اراک       | قلعه ارجناوند            | ۰              | ۵۰             | ۰            | ۱۰                  | ۲۰                  |
| چم کهریز           | بخش مرکزی شهرستان اراک       | خرم‌آباد                  | ۰              | ۳۳             | ۰            | ۰                   | ۰                   |
| چنارلا             | بخش مرکزی شهرستان اراک       | کودرز                    | ۰              | ۱۴             | ۰            | ۶۰                  | ۱۵                  |
| کاکا               | بخشی نامعلوم در شهرستان اراک | یاسبلاغ                  | ۰              | ۱۶             | ۰            | ۰٫۷۵                | ۰                   |
| کریم‌آباد           | بخشی نامعلوم در شهرستان اراک | نوده                     | ۰              | ۱۰۰            | ۰            | ۱۰                  | ۱۰۰                 |
| کلوان              | بخشی نامعلوم در شهرستان اراک | کلوان                    | ۰              | ۱۰۰            | ۰            | ۱۱                  | ۱۰۰                 |
| کمال‌آباد           | بخش مرکزی شهرستان اراک       | کمال‌آباد                 | ۰              | ۱۵۰            | ۰            | ۳۰                  | ۲۰                  |
| کنگان              | بخش معصومیه شهرستان اراک     | بغدادی                   | ۰              | ۱۸             | ۰            | ۱۰                  | ۱۵                  |
| کهریز              | بخش ساروق شهرستان اراک       | جیریا                    | ۰              | ۷۵             | ۰            | ۳۰                  | ۴۰                  |
| کهریز              | بخش مرکزی شهرستان اراک       | قنیاروق سفلی             | ۰              | ۱۳             | ۰            | ۵                   | ۲۰                  |
| کهریز              | بخش مرکزی شهرستان اراک       | ورمن                     | ۰              | ۴۰             | ۰            | ۱٫۲۵                | ۰                   |
| کهریز              | بخش مرکزی شهرستان اراک       | قنیاروق سفلی             | ۰              | ۲۰             | ۰            | ۰                   | ۰                   |
| کهریز بالا         | بخشی نامعلوم در شهرستان اراک | اقداش                    | ۰              | ۱۵             | ۰            | ۳۰                  | ۳۰                  |
| کهریز بالا         | بخش مرکزی شهرستان اراک       | انجیرک                   | ۰              | ۳۵             | ۰            | ۱                   | ۶۰                  |
| کهریز بالا         | بخش مرکزی شهرستان اراک       | نمک کور                  | ۰              | ۱۰۰            | ۰            | ۷۰                  | ۱۰۰                 |
| کهریز تک درخت      | بخشی نامعلوم در شهرستان اراک | گلزرد                    | ۰              | ۱۰             | ۰            | ۲                   | ۰                   |
| کهریز حاج بابا     | بخش ساروق شهرستان اراک       | قلعه ارجناوند            | ۰              | ۴              | ۰            | ۲                   | ۰                   |
| کهریز ده           | بخش مرکزی شهرستان اراک       | مهرآباد                  | ۰              | ۴۰             | ۰            | ۲٫۵                 | ۱۰                  |
| کهریز مرزا         | بخش مرکزی شهرستان اراک       | حسن‌آباد                  | ۰              | ۲۵             | ۰            | ۸۰                  | ۱۲۰                 |
| کهریز نو           | بخش مرکزی شهرستان اراک       | کله نمک کور              | ۰              | ۶۰             | ۰            | ۱۰                  | ۲۵                  |
| کهریزبالا          | بخش مرکزی شهرستان اراک       | حورزن                    | ۰              | ۲۰             | ۰            | ۱۰                  | ۰                   |
| کهریزبالا          | بخش مرکزی شهرستان اراک       | لیگی                     | ۰              | ۴۰             | ۰            | ۲۰                  | ۲۰                  |
| کهریزبالا          | بخش مرکزی شهرستان اراک       | علیم بالا                | ۰              | ۶۰             | ۰            | ۰                   | ۰                   |
| کهریزبهرافتاب      | بخشی نامعلوم در شهرستان اراک | ارشته                    | ۰              | ۳۶             | ۰            | ۲۰                  | ۰                   |
| کهریزده            | بخشی نامعلوم در شهرستان اراک | یاسبلاغ                  | ۰              | ۱۵             | ۰            | ۰٫۵                 | ۰                   |
| کهریزنو            | بخشی نامعلوم در شهرستان اراک | ارشته                    | ۰              | ۳۰             | ۰            | ۱                   | ۰                   |
| کهریزنو            | بخش مرکزی شهرستان اراک       | جمال‌آباد                 | ۰              | ۱۲             | ۰            | ۲۰                  | ۰                   |
| کهریزنو            | بخش مرکزی شهرستان اراک       | رودباران                 | ۰              | ۳              | ۰            | ۴                   | ۲۰                  |
| کهریزپایین         | بخش مرکزی شهرستان اراک       | لیگی                     | ۰              | ۲۲             | ۰            | ۲۰                  | ۲۰                  |
| کهریزپایین         | بخش مرکزی شهرستان اراک       | رودباران                 | ۰              | ۵۰             | ۰            | ۵                   | ۱۰۰                 |
| کهندمهریز          | بخشی نامعلوم در شهرستان اراک | اسفندان                  | ۰              | ۱۰۰            | ۰            | ۰                   | ۰                   |
| کوت‌آباد            | بخشی نامعلوم در شهرستان اراک | کوت‌آباد                  | ۰              | ۱۰             | ۰            | ۲٫۵                 | ۰                   |
| کوروره             | بخشی نامعلوم در شهرستان اراک | وفس                      | ۰              | ۱۵             | ۰            | ۵                   | ۱۲۰                 |
| کوه بر             | بخش مرکزی شهرستان اراک       | هزاره                    | ۰              | ۵              | ۰            | ۵                   | ۰                   |
| کوچه شور           | بخشی نامعلوم در شهرستان اراک | ورمن                     | ۰              | ۴۰             | ۰            | ۲۰                  | ۶۰                  |
| کوچکک              | بخش مرکزی شهرستان اراک       | حورزن                    | ۰              | ۵۰             | ۰            | ۰                   | ۱۵                  |
| کیاسر علیا         | بخشی نامعلوم در شهرستان اراک | وفس                      | ۰              | ۱۲             | ۰            | ۷٫۵                 | ۰                   |
| کیاسرسفلی          | بخشی نامعلوم در شهرستان اراک | وفس                      | ۰              | ۲۲             | ۰            | ۲۵                  | ۴۰                  |
| کیچه               | بخش مرکزی شهرستان اراک       | داودآباد                 | ۰              | ۶۰             | ۰            | ۰                   | ۰                   |
| گردابک             | بخشی نامعلوم در شهرستان اراک | ورمن                     | ۰              | ۲۵             | ۰            | ۲۰                  | ۶۰                  |
| گرماب              | بخشی نامعلوم در شهرستان اراک | گرماب                    | ۰              | ۲۵             | ۰            | ۱۰                  | ۰                   |
| گشت نوعه           | بخش مرکزی شهرستان اراک       | سنجان                    | ۰              | ۶۵             | ۰            | ۶۰                  | ۱۵۰                 |
| گلشن‌آباد           | بخش مرکزی شهرستان اراک       | کمال‌آباد                 | ۰              | ۱۲۰            | ۰            | ۴۰                  | ۳۰                  |
| گلشن‌آباد           | بخش مرکزی شهرستان اراک       | گلشن‌آباد                 | ۰              | ۴۰             | ۰            | ۲۰                  | ۱۰۰                 |
| گوزکهریز           | بخش ساروق شهرستان اراک       | قلعه ارجناوند            | ۰              | ۶              | ۰            | ۲                   | ۰                   |
| گوهردشت            | بخشی نامعلوم در شهرستان اراک | امره                     | ۰              | ۵۰             | ۰            | ۸                   | ۵۰                  |
| یالاقان            | بخش مرکزی شهرستان اراک       | سیرکن                    | ۰              | ۱              | ۰            | ۵                   | ۰                   |
| یوسف کهریز         | بخشی نامعلوم در شهرستان اراک | امره                     | ۰              | ۱۵             | ۰            | ۴                   | ۷                   |